# Trebouxiophyceae

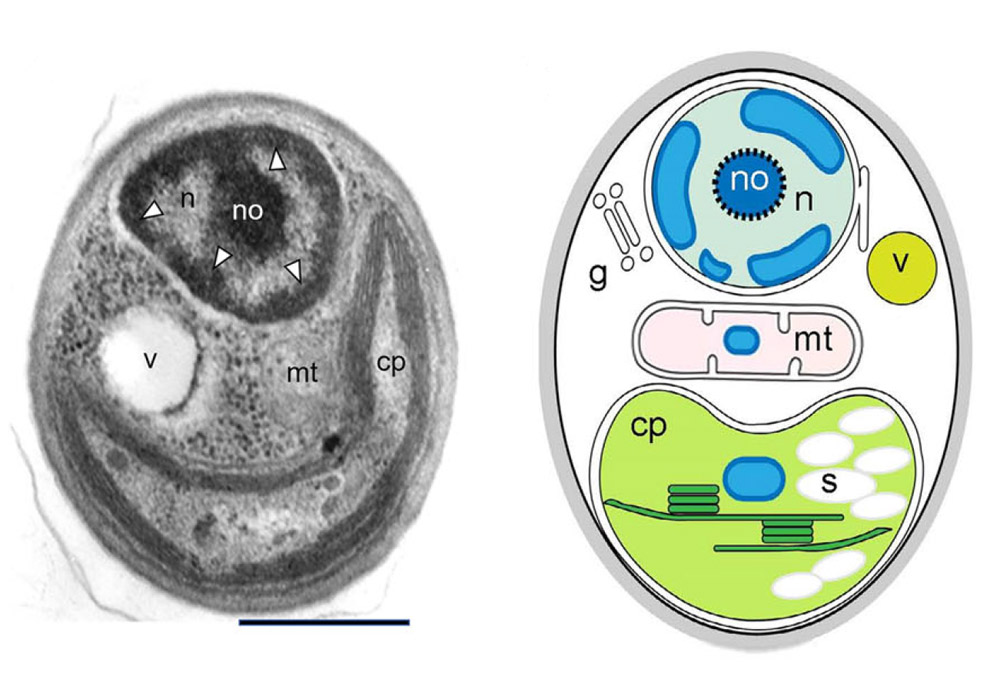
Medakamo hakoo, Mikrofotografie und Schemazeichnung. Zellkern (n), Mitochondrium (mt), Chloroplast (cp); Golgi (g), Stärke (s), Vakuole (v), Nucleolus (no).

Die Trebouxiophyceae sind eine Klasse von Algen, die zur Gruppe der Chlorophyta gehört, einer der beiden großen Gruppen von Grünalgen.

## Merkmale
Die Vertreter sind begeißelte oder unbegeißelte Einzeller sowie verzweigte und unverzweigte fädige Formen.
Die schwimmenden Zellen besitzen ein oder zwei Paar von Geißeln ohne Mastigonema. Die Basalkörper haben vier Mikrotubuli-Wurzeln in kreuzförmiger Anordnung, darunter eine vielschichtige Struktur und eine kleinere Wurzel. Die Basalkörper haben einen deutlichen Rhizoplasten. Der ganze Flagellenapparat ist gegen den Uhrzeigersinn angeordnet. Die Mitose ist geschlossen mit einer Metazentrischen Mitosespindel, auch halbgeschlossene Mitose kommt vor. Die Zellteilung erfolgt mittels Phycoplast.
Die ungeschlechtliche Vermehrung erfolgt über Autosporen oder Zoosporen. Sexuelle Vermehrung wurde beobachtet.
Die Ernährung erfolgt durch Autotrophie (Photosynthese) oder Osmotrophie. Prototheca, eine kokkale Form, hat sekundär die Fähigkeit zur Photosynthese verloren.

## Vorkommen
Die Vertreter der Gruppe leben frei oder bilden Flechten. Sie kommen sowohl im Süß- wie im Meerwasser vor, einige Vertreter leben auch terrestrisch.

## Systematik

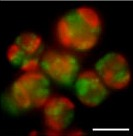
Pseudochlorella sp. YKT1

Diese Klasse dürfte monophyletisch sein, dies ist jedoch noch nicht genügend abgesichert. Auch die einzelnen Ordnungen dürften monophyletisch sein:
- Trebouxiales: dies sind vor allem Flechten-bildende Formen, die Zoosporen bilden. Vertreter sind Trebouxia, Myrmecia.
- Microthamniales: Zoosporen-bildende einzellig bis verzweigte Fäden. Microthamnion, Fusochloris
- Prasiolales: bilden Zoosporen; Einzeller bis blattartige Thalli. Weit verbreitet in Süßwasser, im Meer und terrestrisch. Einige Vertreter leben in Kältewüsten wie Pabia signiensis in Antarktis. Beispiel: Prasiola, Stichococcus.
- Chlorellales: bilden Autosporen.
  - Familie Chlorellaceae: u. a. Chlorella, Geminella, Prototheca, Pseudochlorella
  - Familie Oocystaceae: u. a. Oocystis

Zu einer weiteren Klade incertae sedis gehören die Familie Botryococcaceae (Gattung Botryococcus), die Gattung Crucigenia sowie die nahe miteinander verwandten Gattungen Choricystis und Medakamo (mit M. hakoo und M. limnetica, früher Choricystis limnetica).